# Залухівський заказник
Залухівський — гідрологічний заказник місцевого значення. Об'єкт розташований на території Ратнівського району Волинської області, с. Залухів.
Берегова лінія заказника межує з селами: Хабарище, Щитинська Воля.
Площа — 839,4 га, статус отриманий у 1993 році відповідно до розпорядження Волинської обласної ради від 03.03.1993, № 18-р.
Статус надано з метою охорони та збереження у природному стані озер: Волянське льодовикового походження та Святе карстового походження у заплаві р. Прип'ять. Озера оточені болотами вільхово-березовим лісом з домішкою верби козячої. 
Волянське озеро інтенсивно заростає очеретом звичайним, різаком алоеподібним, лепехою звичайною, осоками: чорною, здутою, пухирчастою, високою та рогозом вузьколистим, на глибині 1,0 м росте ситник розлогий. Донні відклади містять значні запаси сапропелю. Вода у Святому озері чиста і якісна. В озерах зростають угруповання, що занесені до Зеленої книги України – латаття білого, глечиків жовтих. У прибережних лучно-болотяних угіддях трапляється рідкісний вид орхідей, занесених до Червоної книги України – любка дволиста. 
Іхтіофауна озер представлена такими видами риб: вугор європейський, лин, карась сріблястий, щука звичайна, окунь, плітка. У болотах і лісах трапляються земноводні, плазуни: жаби озерна і трав'яна, кумка звичайна, ропуха зелена, ящірка прудка, черепаха болотяна, вуж звичайний, гадюка звичайна; птахи: крижень, чирянки велика і мала, лиска, лебідь-шипун, зяблик, повзик, вівчарик весняний, сорока, сойка, сова вухата та інші види. 
Територія заказника перебуває під охороною Рамсарської конвенції, як водно-болотне угіддя міжнародного значення. Тут трапляються рідкісні види птахів – лелека чорний, що охороняються Червоною книгою України, конвенціями CITES, Бернською, Боннською, Угодою AEWA; деркач – охороняється Європейським Червоним списком, Бернською конвенцією, Директивою Європейського союзу щодо охорони диких птахів.